# Chlorophorus dominici
Chlorophorus dominici là một loài bọ cánh cứng trong họ Cerambycidae.